# Бобровка (приток Исети)
Бобровка — река в России, протекает по территории Белоярского и Сысертского районов Свердловской области. Левый приток реки Исеть впадающий в него в 537 км от устья.

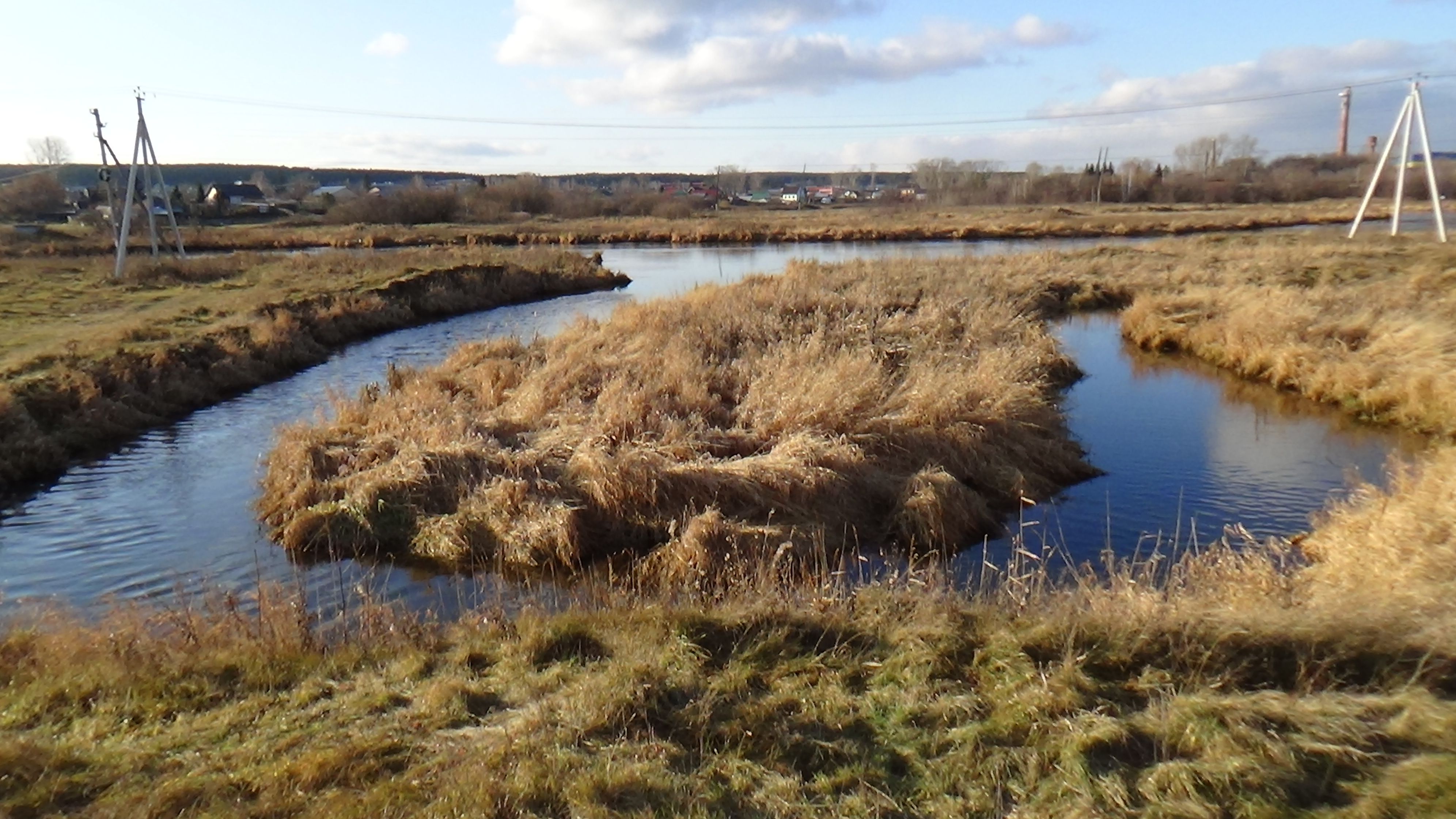
Устьевая часть реки

Длина реки составляет 15 км. Количество притоков протяжённостью менее 10 км — 4, их общая длина составляет 10 км. Течение реки направлено с севера на юг. В верхнем течении Бобровку пересекает Сибирский тракт. Населённые пункты расположенные на реке Бобровка — Косулино, Бобровский.

## Данные водного реестра

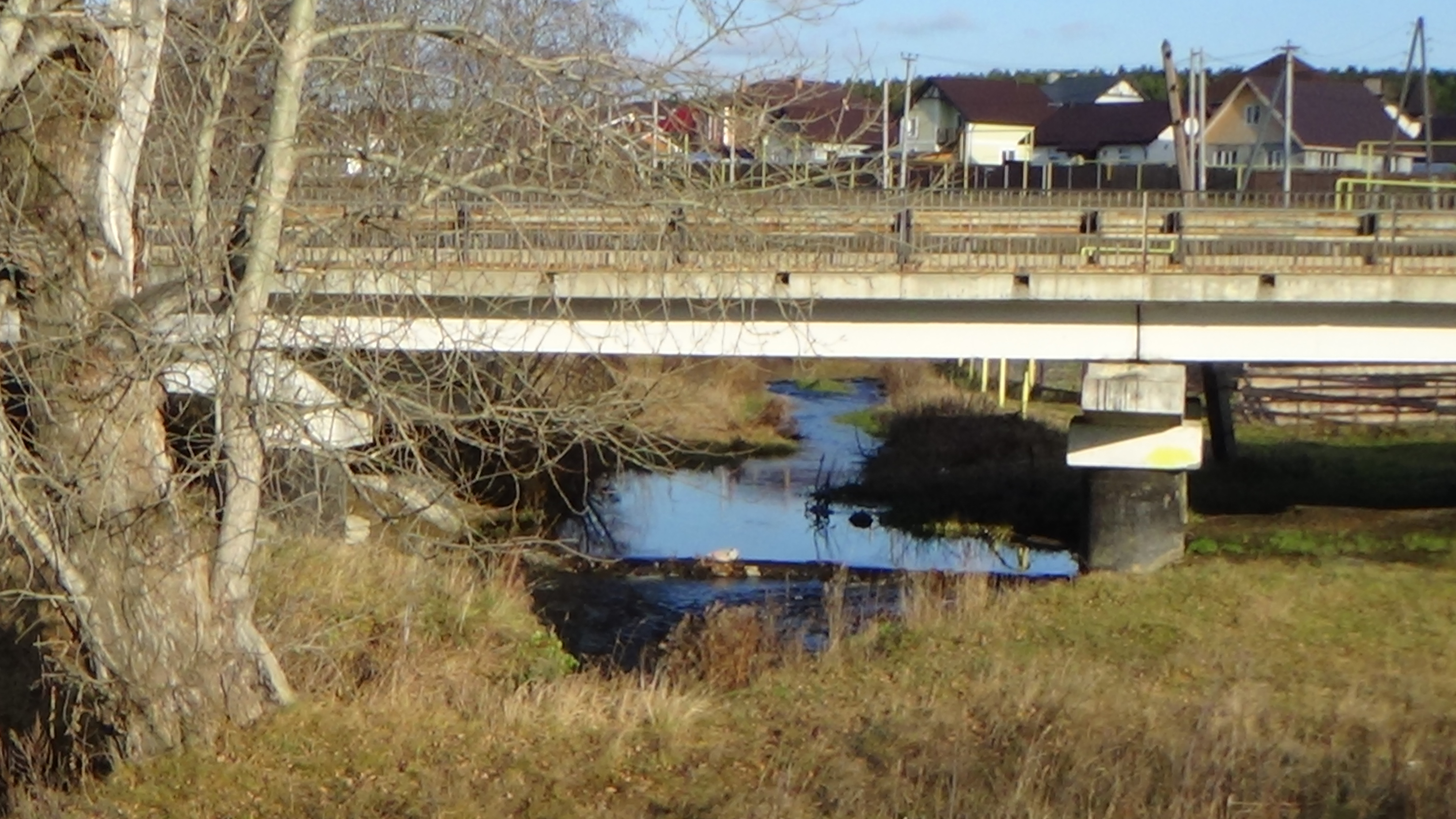
Мост через реку в посёлке Бобровский

По данным государственного водного реестра России относится к Иртышскому бассейновому округу, водохозяйственный участок реки — Исеть от города Екатеринбург до впадения реки Теча, речной подбассейн реки — Тобол. Речной бассейн реки — Иртыш.
Код объекта в государственном водном реестре — 14010500612111200002799.